# Gilmanton (CDP)
Gilmanton es un lugar designado por el censo ubicado en el condado de Buffalo en el estado estadounidense de Wisconsin. En el Censo de 2020 tenía una población de 155 habitantes y una densidad poblacional de 17,73 personas por km².

## Geografía
Gilmanton se encuentra ubicado en las coordenadas 44°28′15″N 91°40′34″O / 44.47083, -91.67611. Según la Oficina del Censo de los Estados Unidos, tiene una superficie total de 8,75 km², de la cual 8,66  km² corresponden a tierra firme  0,09km² es agua.